# HAL 프라찬드
HAL 프라찬드(영어: HAL Prachand)는 인도의 다목적 경공격헬기로, 인도의 HAL(힌두스탄 항공)이 LCH 프로젝트 하에 설계 및 제작하였다. 인도 공군과 인도 육군이 주문을 했고, HAL 프라찬드의 비행 상한선은 세계의 모든 공격 헬리콥터들 중에서 가장 높다.
LCH 프라찬드의 발전에 대한 진정한 계기는 1999년 인도와 이웃 파키스탄 사이에 벌어진 분쟁인 카르길 전쟁에서 나타났는데, 이 전쟁에서 인도군은 고도가 높은 전역에서 제한 없이 운영할 수 있는 적절한 무장 헬리콥터가 부족하다는 것을 알게 되었다. 따라서 HAL과 인도군은 이 역할을 수행할 전투 헬리콥터의 개념화하기 위한 탐색을 시작했다. 2006년에 HAL는 LCH 또는 경공격 헬리콥터로 불리는 회전익 항공기를 생산하기 위한 개발 프로그램을 시작했다고 발표했다. 원래 LCH는 2010년 12월까지 초기운영능력(IOC)을 달성할 것으로 예상되었지만, LCH의 개발이 연기되고 몇 가지 지연이 발생했으며, 이 중에 일부는 공급업체가 원인이었다.
LCH 프라찬드는 HAL, ALH 드루브에 의해 개발되고 제조된 초기의 인도산 헬리콥터에 광범위하게 영향을 받았다. 이 회전익 항공기를 출발점으로 사용하는 것은 프로그램 비용을 크게 절감하는 것으로 간주되었다. 2010년 3월 29일, 최초의 LCH 프로토타입이 첫 비행을 했다. 총 4개의 프로토타입이 포함된 광범위한 테스트 프로그램이 수행되었다. 이 테스트 과정에서 LCH는 시아첸에 착륙한 최초의 공격용 헬리콥터라는 명성을 얻었고, 여러 개의 높은 고도의 헬기장에 반복적으로 착륙했으며, 그 중 일부는 4,100m ~ 4,800m에 착륙했다. 2016년 중반, LCH는 성능 시험을 완료한 것으로 인정받아 기본 구성 인증을 위한 길을 열었다.
2017년 8월 26일, 프라찬드의 양산형 생산이 공식적으로 시작되었다. 2021년 11월 19일, 나렌드라 모디 총리는 LCH를 비벡 람 차우하리 인도 공군총장에게 공식적으로 넘겨주었고, 이는 본격적으로 HAL LCH의 도입으로 가는 길을 열었다. 2022년 10월 3일, LCH는 공식적으로 인도 공군에 인도되었고, 공식적으로 "프라찬드"로 명명되었다. 2022년 11월까지 인도 공군은 프라찬드를 중화인민공화국과의 국경지대인 실질통제선에 배치했다.

## 같이 보기
- A129 망구스타
- 벨 AH-1Z 바이퍼
- AH-2 루이발크
- 유로콥터 타이거
- 하얼빈 Z-19
- 가와사키 OH-1